# Aire d'attraction de Saint-Fulgent
L'aire d'attraction de Saint-Fulgent est un zonage d'étude défini par l'Insee pour caractériser l’influence de la commune de Saint-Fulgent sur les communes environnantes. Publiée en octobre 2020, elle se substitue à l'aire urbaine de Saint-Fulgent, qui se composait d'une commune dans le zonage de 2010.

## Définition
L'aire d'attraction d'une ville est composée d’un pôle, défini à partir de critères de population et d’emploi ainsi que d’une couronne constituée des communes dont au moins 15 % des actifs travaillent dans le pôle. Le pôle d’attraction constitue ainsi un point de convergence des déplacements domicile-travail,.

## Type et composition
L’aire d'attraction de Saint-Fulgent est une aire intra-départementale qui comporte 2 communes dans la Vendée. 
Elle est catégorisée dans les aires de moins de 50 000 habitants, une catégorie qui regroupe 12,2 % au niveau national.

### Carte

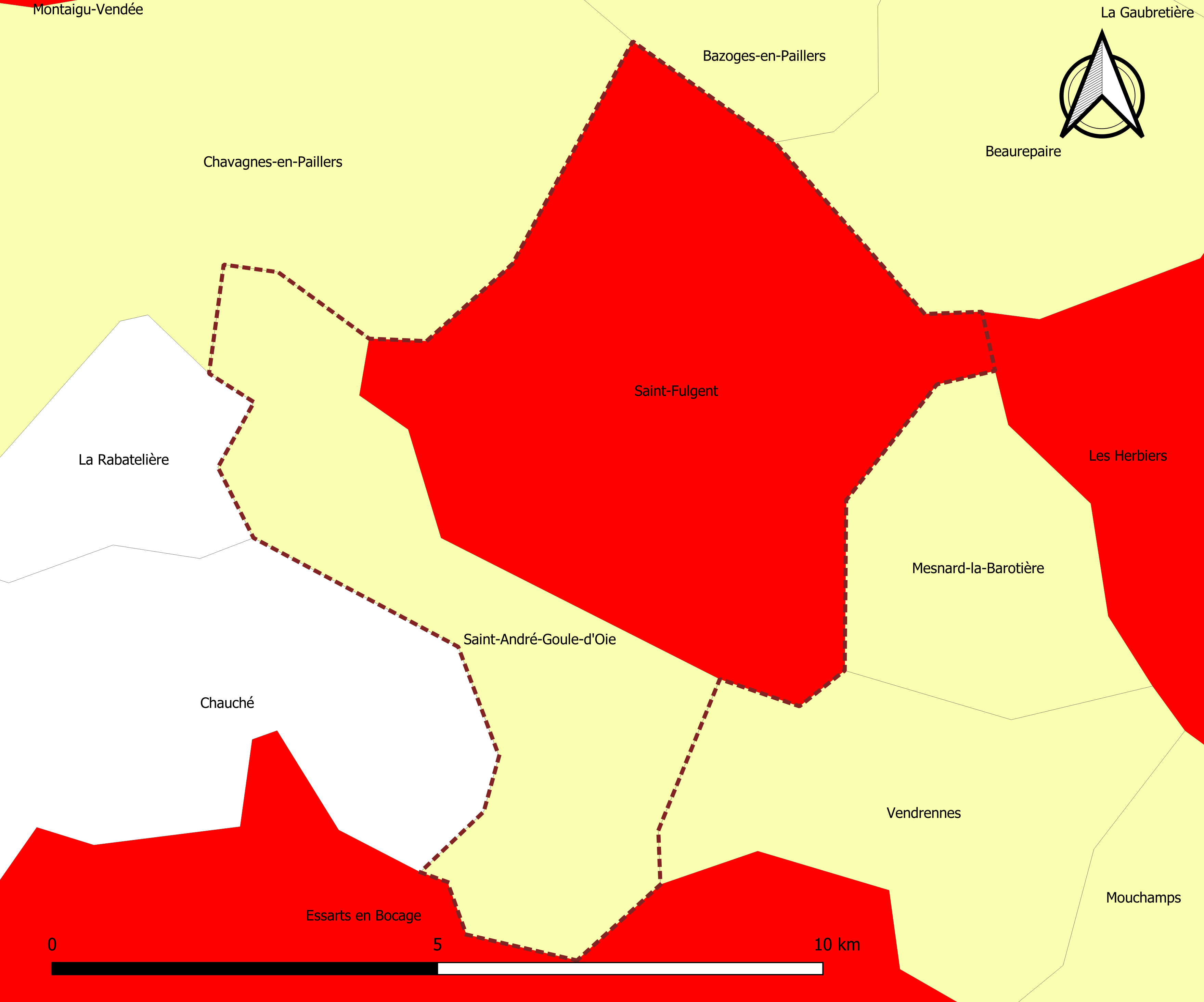
Carte de l'aire d'attraction de Saint-Fulgent.
Commune-centre
Commune de la couronne

### Composition communale
| Nom                            | Code Insee | Département | Statut                 | Superficie (km2) | Population (dernière pop. légale) | Densité (hab./km2) | Modifier                                    |
| ------------------------------ | ---------- | ----------- | ---------------------- | ---------------- | --------------------------------- | ------------------ | ------------------------------------------- |
| Saint-Fulgent (commune-centre) | 85215      | Vendée      | commune-centre         | 36,82            | 3 924 (2022)                      | 107                | modifier les données · modifier les données |
| Saint-André-Goule-d'Oie        | 85196      | Vendée      | commune de la couronne | 20,19            | 1 942 (2022)                      | 96                 | modifier les données · modifier les données |